# X-Men: Evolution
Pour les articles homonymes, voir X-Men (homonymie).
X-Men: Evolution est une série télévisée d'animation américaine en 52 épisodes de 22 minutes, diffusée entre le 4 novembre 2000 et le 25 octobre 2003 dans le bloc de programmation Kids' WB.
En France, elle est diffusée à partir du 2 septembre 2001 sur France 3, mais également sur Cartoon Network, et au Québec sur VRAK.TV. Elle est rediffusée en France en 2016 le matin sur France 4 et sur Toonami depuis septembre de la même année.
La série s'inspire librement du comic de Marvel X-Men, puisant dans les personnages célèbres, mais les retouchant librement (certains gardent les mêmes pouvoirs mais ont leurs pouvoirs ou affiliations modifiées). De par le rajeunissement de certains personnages, ce dessin animé ressemble plus aux comics Ultimate X-Men et aux films de cette période, qu'aux comics d'origine et au précédent dessin animé. Le dessin animé a même créé un personnage ensuite repris dans le comic : X-23.

## Synopsis
Les X-Men à l'adolescence alors qu'ils apprennent à contrôler leurs pouvoirs mutants en développement à l'école du Professeur Charles Xavier tout en faisant face à des menaces...

## Personnages

### X-Men (Enseignants)
- Charles Xavier / Professeur X / Mort (en tant que Cavalier d'Apocalypse)  (VO : David Kaye ; VFB : Jean-Marc Delhausse)
- James « Logan » Howlett / Wolverine (VO : Scott McNeil ; VFB : Robert Dubois)
- Ororo Munroe / Tornade / Famine (en tant que Cavalière d'Apocalypse) (Storm)  (VO : Kirsten Williamson ; VFB : Francine Laffineuse)
- Henry « Hank » McCoy / Fauve (Beast)  (VO : Mike Kopsa ; VFB : Jean-Paul Dambermont)

### X-Men (Élèves)
- Scott Summers / Cyclope (Cyclops)  (VO : Kirby Morrow ; VFB : Philippe Allard)
- Jean Grey (VO : Venus Terzo ; VFB : Laetitia Reva)
- Kurt Wagner / Diablo (Nightcrawler)  (VO : Brad Swaile ; VFB : Aurélien Ringelheim)
- Kitty Pryde / Shadowcat (VO : Maggie Blue O'Hara ; VFB : Géraldine Frippiat)
- Marie d'Ancanto  / Malicia (Rogue)  (VO : Meghan Black ; VFB : Alexandra Corréa)
- Evan Daniels / Spike (VO : Neil Denis ; VFB : Guillaume Legier), saisons 1 à 3
- Warren Kenneth Worthington III / Angel (Archangel)  (VO : Mark Hildreth ; VFB : Bruno Bulté) (n'est pas un membre permanent, seulement un allié)

### Confrérie des Mauvais Mutantsde Mystique
- Raven Darkholme / Mystique / Pestilence (en tant que Cavalière d'Apocalypse)  (VO : Colleen Wheeler ; VFB : Rosalia Cuevas)
- Todd Tolensky / Crapaud (Toad)  (VO : Noel Fisher ; VFB : Benjamin Jungers)
- Lance Alvers / Avalanche (VO : Christopher Gray ; VFB : Erico Salamone)
- Pietro Maximoff / Vif-Argent (Quicksilver)  (VO : Richard Ian Cox ; VFB : Valéry Bendjilali)
- Fred Dukes / Colosse (Blob)  (VO : Michael Dobson ; VFB : David Pion)
- Wanda Maximoff / Sorcière Rouge (The Scarlet Witch)  (VO : Kelly Sheridan ; VFB : Sophie Servais)
- Irene Adler / Destinée (Destiny)  (VO : Ellen Kennedy) (simple alliée)

### X-Men (Nouveaux Élèves)
- Bobby Drake / Iceberg (Iceman)  (VO : Andrew Francis ; VFB : David Scarpuzza)
- Ray Crisp / Berzerker (VO : Tony Sampson ; VFB : Alexandre Crépet)
- Sam Guthrie / Rocket (Cannonball) (VO : Bill Switzer ; VFB : Laurent Vernin)
- Roberto Da Costa / Solar (Sunspot) (VO : Michael Coleman)
- Jamie Madrox / Multiple (Multiple Man) (VO : David A. Kaye)
- Amara Aquilla / Magma (VO : Alexandra Carter ; VFB : Esther Aflalo)
- Jubilation Lee / Jubilé (Jubilee) (VO : Chiara Zanni)
- Rahne Sinclair / Félina (Wolfsbane) (VO : Chantal Strand ; VFB : Guylaine Gibert)
- Tabitha Smith / Big-Bang (Boom Boom) (VO : Megan Leitch ; VFB : Sophie Servais)
- Alex Summers / Havok (VO : Matt Hill ; VFB : Sébastien Hébrant) (simple allié)
- Laura Kinney / X-23 (VO : Andrea Libman) (présumée)

### Acolytes deMagnéto
- Erik "Magnus" Lehnsherr / Magnéto / Guerre (en tant que Cavalier d'Apocalypse) (VO : Christopher Judge ; VFB : Patrick Descamps)
- Victor Creed / Dents-de-Sabre (Sabertooth) (VO : Michael Donovan ; VFB : Robert Guilmard)
- Remy LeBeau / Gambit (VO : Alessandro Juliani ; VFB : Mathieu Moreau)
- Piotr Rasputin / Colossus (VO : Michael Adamthwaite ; VFB : Olivier Cuvellier)
- John Allerdyce / Pyro (VO : Trevor Devall ; VFB : Mathieu Moreau)
- Jason Wyngarde / Cerveau (VO : Campbell Lane ; VFB : Alain Louis)

### Morlocks
- Callisto (VFB : Guylaine Gibert)
- Caliban (VFB : Alain Louis)

- Cybelle

- Facade
- Lucid
- Scaleface "Scarface" (VO : Henry Winkler)
- Torpid
- Jimmy Dorian / Le(e)ch

### Hydra
- Ophelia Sarkissian / Madame Hydra (VFB : Catherine Conet)
- Arkady Gregorivich / Omega Red (VFB : Philippe Résimont)
- Gauntlet (VFB : Arnaud Léonard)
- Dr Deborah Risman

### Les autres ennemis
- Cain Marko / Fléau (Juggernaut) (VFB : Jean-Paul Landresse)
- Vincent / Mesméro (VFB : Pierre Bodson)
- Bolivar Trask (VFB : Alain Louis)
- Sentinelles (VO : Joseph J. Terry, Henry Winkler, Jean-Benoît Blanc, Dan Lord, Susan Balboni ; VF : Laurence César, Laurent Vernin, Thierry Kazazian)
- En Sabah Nur / Apocalypse (VFB : Martin Spinhayer)
- Lucas, Ian et/ou David Haller / Legion (VFB : Nessym Guétat)

### Autres personnages
- Nick Fury (VO : Jim Byrnes ; VFB : Jean-Daniel Nicodème)
- Steve Rogers / Captain America
- Duncan Matthews (VFB : Bruno Mullenaerts)
- Amanda Sefton (VFB : Julie Basecqz)
- Taryn Fujioka (VFB : Guylaine Gibert)
- Danielle Moonstar / Mirage (VO : Tabitha St. Germain)
- Arcade
- Forge (VFB : Anthony Lo Presti)
- Risty Wilde
- Gabrielle Haller
- Edward Kelly (VFB : Jean-Daniel Nicodème)

## Épisodes

### Pilote (2000)
1. Titre inconnu (Pilot)

### Première saison (2000-2001)
1. Stratégie X (Strategy X)
2. Impulsion X  (The X Impulse)
3. Malicia se fait enrôler (Rogue Recruit)
4. Le Choc des mutants (Mutant Crush)
5. Pointe de vitesse (Speed & Spyke)
6. Interspace  (Middleverse)
7. Malicia change de camp (Turn Of The Rogue)
8. Spyke fait son cinéma  (Spykecam)
9. L’union fait la force (Survival Of The Fittest)
10. Les Fantômes du passé (Shadowed Past)
11. Les Souvenirs enfouis (Grim Reminder)
12. Le Sanctuaire [1/2] (The Cauldron, Part 1)
13. Le Sanctuaire [2/2] (The Cauldron, Part 2)

### Deuxième saison (2001-2002)
1. Révélation (Growing Pains)
2. Changement de camp (Bada Bing Bada Boum)
3. Incontrôlable (Power Surge)
4. Qui mène le jeu (Fun and Games)
5. Le Fauve de Bayville (The Beast of Bayville)
6. À la dérive (Adrift)
7. Tempête africaine (African Storm)
8. Virées nocturnes (Joyride)
9. Les Ailes de l’ange (On Angel's Wings)
10. Les Sirènes de Bayville (Walk on the Wild Side)
11. Opération : Renaissance (Operation: Rebirth)
12. Le Manipulateur (Mindbender)
13. La Danse des ombres (Shadow Dance)
14. Retraite (Retreat)
15. Le Facteur X (The HeX Factor)
16. Jour d’expiation [1/2] (Day of Reckoning, Part 1)
17. Jour d’expiation [2/2] (Day of Reckoning, Part 2)

### Troisième saison (2002-2003)
1. L’Alliance mystique (Day of Recovery)
2. L’Étoffe des héros (The stuff of Heroes)
3. Reconnaissance (Mainstream)
4. Association de malfaiteurs (The Stuff of Villains)
5. Seul dans la nuit (Blind Alley)
6. Mesures extrêmes (X-Treme Measures)
7. Les Bourreaux des cœurs (The Toad, The Witch, and the Wardrobe)
8. Possédée (Self-Possessed)
9. Ouvrir les verrous (Under Lock and Key)
10. La Croisière (Cruise Control)
11. X-23 (X-23)
12. Sombre Horizon [1/2] (Dark Horizon, Part 1)
13. Sombre Horizon [2/2] (Dark Horizon, Part 2)

### Quatrième saison (2003)
1. Impact (Impact)
2. Les Faux Boy-scouts (No Good Deed)
3. Cible X (Target X)
4. Tel père, tel fils (Sins Of The Son)
5. La Révolte (Uprising)
6. Épice cajun (Cajun Spice)
7. L’Ombre d'une chance (Ghost Of A Chance)
8. Ascension [1/2] (Ascension, Part 1)
9. Ascension [2/2] (Ascension, Part 2)

## Vision du Futur
À la fin du dernier épisode, Charles Xavier a une vision de l'avenir, ce qui permet de savoir ce que deviendront la plupart des principaux protagonistes et antagonistes. On y voit : 
- La population devant la Maison-Blanche, qui demande l'expulsion des mutants.
- Magnéto dans la salle d'entrainement avec Félina, Iceberg, l'Homme-Multiple, Solar, Rocket, Jubilé et Magma : il semble donc s'être réconcilié avec Charles.
- Jean Grey devient le Phénix.
- Cyclope, Colossus, Shadowcat, Iceberg, le Fauve, X-23, Diablo, Malicia et Tornade forment l'équipe d'X-men, tandis qu'Avalanche, La Sorcière Rouge, le Crapaud, Blob, Vif-Argent et Pyro forment la Confrérie.
- Des centaines de Sentinelles volant dans le ciel, ce qui laisse entendre que les mutants continueront à être traqués.
- Gambit, Spyke et Angel rejoignent les X-Men.

Le destin de Charles Xavier, Berzerker, Big-Bang, Mystique, Dents-de-Sabre et de Wolverine est inconnu.